# Dimylus paradoxus
Dimylus paradoxus és una espècie extinta de mamífer eulipotifle de la família dels dimílids que visqué a Europa durant el Miocè inferior. Se n'han trobat restes fòssils a Alemanya. Es tracta de l'única espècie del gènere Dimylus. Anteriorment era considerat l'avantpassat de Plesiodimylus, però avui en dia es creu que era massa avançat per ser-ne un predecessor.